# O’nyong-nyong-Fieber
Das O’nyong-’nyong-Fieber ist eine tropische Virusinfektion und wird durch das O’nyong-’nyong-Virus (englisch O'nyong-nyong virus, ONNV; Spezies Alphavirus onyong) ausgelöst. Dieses RNA-Virus gehört wie das Chikungunya-Virus und das Sindbis-Virus zur Gattung der Alphaviren in der Familie der Togaviren. Der Name bedeutet in der Sprache des Acholi-Volkes „Gelenkbrecher“ (englisch ‘joint breaker’).

## Vorkommen
Ost- und Zentralafrika. Das Virus wurde in Kenia, Malawi, Mosambik, Tansania, Uganda, Senegal und in der Zentralafrikanischen Republik festgestellt. Auch Touristikgebiete sind betroffen.
Die Krankheit tritt sporadisch als Epidemie auf. Zwischen den Epidemien können oftmals 10 bis 20 Jahre liegen, dabei liegt die Durchseuchung in der Bevölkerung bis 80 %. Das Virus wurde erstmals während einer großen Epidemie zwischen 1959 und 1962 in Uganda nachgewiesen. Damals erkrankten zwei Millionen Menschen. Es wird ein extrahumanes Reservoir vermutet.

## Übertragung
O’nyong-’nyong ist eine Arbovirusinfektion.
Die Übertragung erfolgt durch Stechmücken (Anopheles gambiae und Anopheles funestus). Die Mücken sind dämmerungsaktiv, ihre Verbreitung ist an das Vorhandensein von stehenden Gewässern gebunden.

## Diagnose
Typische Reiseanamnese, Antikörpernachweis im Blut, Klinisches Bild. Verwechslungen mit Chikungunya sind möglich.

## Krankheitsverlauf und Symptome
Die Inkubationszeit beträgt 8 – 11 Tage.
Die Krankheit beginnt plötzlich mit Schüttelfrost und hohem Fieber, Kopfschmerzen und Lymphadenitis. Es besteht eine Leukopenie mit relativer Lymphozytose.
Charakteristische Symptome sind die ausgeprägten, symmetrischen Gelenkschmerzen (Polyarthralgien), die über mehrere Wochen bestehen können. Nachfolgend makulopapulöser Ausschlag in zirka 60 % der Fälle.
Enantheme der Wangen- und Gaumenschleimhaut können auftreten. Die Symptome bilden sich nach zwei Wochen zurück. Inapparente Infektionen (ohne Krankheitsgefühl) sind häufig. Es bleibt eine lang anhaltende Immunität zurück. Tödliche Verläufe sind nicht bekannt.

## Therapie
Eine kausale Therapie oder Impfung gibt es nicht, die Behandlung erfolgt symptomatisch.

## Vorbeugung
Konsequenter Schutz vor Mückenstichen: Repellentien, Moskitonetze, helle, lange Kleidung, Vermeidung von Außenaufenthalten während und nach der Dämmerung.